# Henri-François Van Aal
Henri-François Van Aal (Alicante (Spanje), 4 januari 1933 – aldaar, 19 augustus 2001) was een Belgisch politicus voor de PSC.

## Levensloop
Van Aal was van 1958 tot 1971 journalist bij de RTBF.
In 1971 verliet hij de journalistiek om politiek actief te worden voor de PSC en zetelde van 1971 tot 1978 voor deze partij in de Kamer van volksvertegenwoordigers voor het arrondissement Brussel. Hierdoor zetelde hij van 1971 tot 1978 automatisch ook in de Cultuurraad voor de Franse Cultuurgemeenschap. Van 1972 tot 1974 zetelde hij bovendien in de Raadgevende Interparlementaire Beneluxraad. Van 1977 tot 1982 was hij tevens gemeenteraadslid van Brussel.
Van 1974 tot 1977 volgde hij ook een loopbaan als staatssecretaris: van april tot juni 1974 was hij adjunct-staatssecretaris voor Buitenlandse Zaken en minister van Franse Cultuur in de Regering-Tindemans I en vervolgens was hij van 1974 tot 1977 staatssecretaris voor Brusselse Streekeconomie en Huisvesting in de regering-Tindemans II en de regering-Tindemans III.
Na het einde van zijn nationale politieke loopbaan keerde hij in 1978 terug naar de RTBF als journalist en vervolgens als redactiesecretaris. Hij werd bovendien docent en assistent bij de UCL. In 1996 keerde hij terug naar zijn Spaanse geboorteplaats Alicante, waar hij docent werd aan de plaatselijke universiteit.

## Publicatie
- Jouer dans la cour des grands, Picollec, 1993.